# Samsung Galaxy S21
Samsung Galaxy S21 — лінійка смартфонів від Samsung Electronics, причому перші три були представлені 14 січня 2021, тоді як FE було представлено 3 січня 2022. Вона є частиною серії Samsung Galaxy S. Фактично було випущено чотири моделі: Samsung Galaxy S21, Samsung Galaxy S21 FE, Samsung Galaxy S21 + і Samsung Galaxy S21 Ultra. Перші три моделі були представлені на заході Galaxy Unpacked у січні 2021 року, а FE був представлений на заході CES 2022 року.

## Презентація
Презентацію розпочав Те Мун Ро (Tae Moon Roh, стилізовано TM Roh), президент і голова підрозділу IT та мобільних комунікацій Samsung Electronics.

## Дизайн
В Україні смартфон в основному продається в 5 кольорах: світло-фіолетовому, сірому, чорному, білому та світло-рожевому. Але кольори будуть відрізнятися в залежності від моделі. Крім FE, Samsung додасть Phantom до назви кольору. Так, базова 6,2-дюймова модель S21 буде наступних кольорів: Phantom Violet, Phantom Pink, Phantom Grey і Phantom White, 6,7-дюймова модель S21 Plus матиме три кольори - Phantom Grey, Phantom Black і Phantom Violet, топова 6,8 - дюймовий S21 Ultra - Phantom Black і Phantom Silver, тоді як S21 FE не відповідає цій умові з - Olive, Lavender, White і Graphite..
Екран захищений склом Gorilla Glass 7, також відомим як Gorilla Glass Victus. Екран підтримує роботу із фірмовим стилусом S Pen, але слота для нього у корпусі не передбачено. Його доведеться купувати окремо або в комплекті з чохлами Silicone Cover і Smart Clear View Cover.
За винятком FE, телефони оснащені ультразвуковим сканером відбитків пальців другого покоління. Натомість FE оснащений більш традиційним оптичним сканером відбитків пальців.
Всі моделі відповідають вимогам стандарту IP68 стосовно занурення в прісну воду на глибину до 1,5 м на термін до 30 хв.

## Характеристики

### Батарея
Батарея отримала об'єми в 4000, 4500, 4800, та 5000 мА·год відповідно для Samsung Galaxy S21, S21 FE, S21+, S21 Ultra та підтримку 25-ватної швидкої дротової, швидкої 15-ватної бездротової зарядки та зворотної бездротової зарядки потужністю 4,5 Вт.
Смартфони підтримують стандарти USB Type-C 3.2 та USB On-The-Go.

### Камери
| Моделі                 | Моделі         | Galaxy S21 & S21+           | Galaxy S21 Ultra             | Galaxy S21 FE               |
| ---------------------- | -------------- | --------------------------- | ---------------------------- | --------------------------- |
| Ширококутний           | Характеристики | 12 MP, f/1.8, 26mm, 1/1.76" | 108 MP, f/1.8, 26mm, 1/1.33" | 12 MP, f/1.8, 26mm, 1/1.76" |
| Ширококутний           | Модель         | Samsung S5K2LD/Sony IMX555  | Samsung S5KHM3               | Samsung S5K2LD/Sony IMX555  |
| Надширококутний        | Характеристики | 12 MP, f/2.2, 13mm, 1/2.55" | 12 MP, f/2.2, 13mm, 1/2.55"  | 12 MP, f/2.2, 15mm, 1/3.1"  |
| Надширококутний        | Модель         | Samsung S5K2LA              | Sony IMX563                  | Samsung S5K3L6              |
| Телеоб'єктив           | Характеристики | 64 MP, f/2.0, 29mm, 1/1.72" | 10 MP, f/2.4, 70mm, 1/3.24"  | 8 MP, f/2.4, 76mm, 1/4.5"   |
| Телеоб'єктив           | Модель         | Samsung S5KGW2              | Samsung S5K3J1               | SK Hynix HI-847             |
| Додаковий Телеоб'єктив | Характеристики | -                           | 10 MP, f/4.9, 240mm, 1/3.24" | -                           |
| Додаковий Телеоб'єктив | Модель         | -                           | Samsung S5K3J1               | -                           |
| Передня                | Характеристики | 10 MP, f/2.2, 26mm, 1/3.24" | 40 MP, f/2.2, 26mm, 1/2.8"   | 32 MP, f/2.2, 26mm, 1/2.74" |
| Передня                | Модель         | Sony IMX374                 | Samsung S5KGH1               | Sony IMX616                 |

Ultra буде мати камеру 108 МП, решта — 64 МП. Якщо дорожча модель буде мати блок із 4 камер, то дешевші — лише 3. Всі моделі можуть знімати відео 4К і 8К та уповільнене відео у форматі 720p@960fps.
Ultra оснащена 40 МП камерою для селфі, інші лише 10 МП.
Ultra підтримує збільшення у 100 разів, молодші моделі — у 30 разів.

### Пам'ять
Смартфон постачається в комплектаціях:
- Samsung Galaxy S21: 8/128, 8/256[8];
- Samsung Galaxy S21 FE: 6/128, 8/128, 8/256[9];
- Samsung Galaxy S21+: 8/128, 8/256 ГБ[10][11]
- Samsung Galaxy S21 Ultra: 12/128, 12/256 та 16/512 ГБ[1].

Телефони постачаються без слота для карточок microSD, який був в попередній серії S20.

### Операційна система
Всі три телефони працюють на Android 11 разом з One UI 3.1. Присутня можливість оновлення до Android 14 з One UI 6.1.
Всі вони постачаються із Samsung Knox для підвищення безпеки пристрою.

## Урізання комплектації
Компанія, слідом за Apple Inc. (хоч і критикувала її свого часу) відмовилася від постачання разом із телефоном зарядки і навушників. Також буде відсутня захисна плівка і чохол. В коробці зі смартфоном буде лише кабель USB-C і документація на телефон.